# La Simonera
La Simonera és una muntanya de 639 metres que es troba al municipi de Ribera d'Ondara, a la comarca catalana de la Segarra.